# Canton de Plaisir
Le canton de Plaisir est une circonscription électorale française située dans le département des Yvelines et la région Île-de-France.

## Histoire
À la suite du redécoupage cantonal de 2014, les limites territoriales du canton sont remaniées. Le nombre de communes du canton passe de 3 à 4.

## Représentation

### Représentation avant 2015
| Période                                  | Période | Identité             | Étiquette   | Qualité                                                                                               |
| ---------------------------------------- | ------- | -------------------- | ----------- | --- |
| 1982                                     | 1985    | Janine Thomas-Flores | PCF         | Maire des Clayes-sous-Bois (1977-2001) Ancienne conseillère générale du Canton de Trappes (1979-1982) |
| 1985                                     | 1998    | Dominique Paumier    | UDF-PR      | Entrepreneur Conseiller municipal de Plaisir Suppléant du député Jacques Masdeu-Arus                  |
| 1998                                     | 2004    | Joël Regnault        | DVD RPR UMP | Agriculteur Maire de Plaisir (2001-2012)                                                              |
| 2004                                     | 2015    | Jean-Michel Gourdon  | PS          | Conseiller municipal des Clayes-sous-Bois                                                             |
| Les données manquantes sont à compléter. |         |                      |             | |

### Représentation à partir de 2015
| Période élective | Période élective | Mandat | Mandat   | Identité                  | Nuance | Nuance | Qualité                                                                      |
| ---------------- | ---------------- | ------ | -------- | ------------------------- | ------ | ------ | ---------------------------------------------------------------------------- |
| 2015             | 2021             | 2015   | 2021     | Bertrand Coquard          |        | UDI    | Maire-adjoint des Clayes-sous-Bois                                           |
| 2015             | 2021             | 2015   | 2021     | Joséphine Kollmannsberger |        | LR     | Maire de Plaisir                                                             |
| 2021             | 2028             | 2021   | en cours | Bertrand Coquard          |        | UDI    | Conseiller sortant                                                           |
| 2021             | 2028             | 2021   | en cours | Joséphine Kollmannsberger |        | LR     | Conseillère sortante,8e Vice-présidente déléguée à la Culture et au Tourisme |

### Résultats détaillés

#### Élections de mars 2015
À l'issue du 1er tour des élections départementales de 2015, deux binômes sont en ballottage : Bertrand Coquard et Joséphine Kollmannsberger (Union de la Droite, 36,79 %) et Frédérique Evrard et Nicolas Hue (PS, 23,53 %). Le taux de participation est de 44,24 % (16 456 votants sur 37 196 inscrits) contre 45,34 % au niveau départemental et 50,17 % au niveau national.
Au second tour, Bertrand Coquard et Joséphine Kollmannsberger (Union de la Droite) sont élus avec 58,63 % des suffrages exprimés et un taux de participation de 41,14 % (8 256 voix pour 15 300 votants et 37 191 inscrits).

#### Élections de juin 2021
Le premier tour des élections départementales de 2021 est marqué par un très faible taux de participation (33,26 % au niveau national). Dans le canton de Plaisir, ce taux de participation est de 30,7 % (11 588 votants sur 37 751 inscrits) contre 33,61 % au niveau départemental. À l'issue de ce premier tour, deux binômes sont en ballottage : Bertrand Coquard et Joséphine Kollmannsberger (Union au centre et à droite, 40,18 %) et Félicien Marguerettaz et Annie-Joëlle Priou-Hasni (Union à gauche avec des écologistes, 33,05 %).
Le second tour des élections est marqué une nouvelle fois par une abstention massive équivalente au premier tour. Les taux de participation sont de 34,36 % au niveau national, 35,23 % dans le département et 31,97 % dans le canton de Plaisir. Bertrand Coquard et Joséphine Kollmannsberger (Union au centre et à droite) sont élus avec 54,59 % des suffrages exprimés (6 243 voix pour 12 074 votants et 37 766 inscrits),,. 

## Composition

### Composition avant 2015

Communes du canton avant 2015

Le canton comprenait trois communes.
| Nom                  | Code Insee | Intercommunalité             | Superficie (km2) | Population (dernière pop. légale) | Densité (hab./km2) |
| -------------------- | ---------- | ---------------------------- | ---------------- | --------------------------------- | ------------------ |
| Plaisir (chef-lieu)  | 78490      | CA Saint-Quentin-en-Yvelines | 18,68            | 31 857 (2015)                     | 1 705              |
| Les Clayes-sous-Bois | 78165      | CA Saint-Quentin-en-Yvelines | 6,11             | 17 645 (2015)                     | 2 888              |
| Thiverval-Grignon    | 78615      | CC Cœur d'Yvelines           | 11,17            | 1 102 (2014)                      | 99                 |

### Composition à partir de 2015
Le canton de Plaisir comprend désormais quatre communes entières.
| Nom                             | Code Insee | Intercommunalité             | Superficie (km2) | Population (dernière pop. légale) | Densité (hab./km2) | Modifier                                    |
| ------------------------------- | ---------- | ---------------------------- | ---------------- | --------------------------------- | ------------------ | ------------------------------------------- |
| Plaisir (bureau centralisateur) | 78490      | CA Saint-Quentin-en-Yvelines | 18,68            | 31 971 (2022)                     | 1 712              | modifier les données · modifier les données |
| Beynes                          | 78062      | CC Cœur d'Yvelines           | 18,56            | 7 635 (2022)                      | 411                | modifier les données · modifier les données |
| Les Clayes-sous-Bois            | 78165      | CA Saint-Quentin-en-Yvelines | 6,11             | 16 940 (2022)                     | 2 773              | modifier les données · modifier les données |
| Thiverval-Grignon               | 78615      | CC Cœur d'Yvelines           | 11,17            | 1 102 (2022)                      | 99                 | modifier les données · modifier les données |
| Canton de Plaisir               | 7812       |                              | 54,52            | 57 648 (2022)                     | 1 057              | modifier les données                        |

## Démographie

### Démographie avant 2015
| 1982   | 1990   | 1999   | 2006   | 2011   | 2012   |
| ------ | ------ | ------ | ------ | ------ | ------ |
| 40 413 | 43 463 | 48 877 | 49 631 | 49 782 | 49 839 |

### Démographie depuis 2015
En 2022, le canton comptait 57 648 habitants, en évolution de −0,34 % par rapport à 2016 (Yvelines : +2,72 %, France hors Mayotte : +2,11 %).
| 2013   | 2018   | 2022   |
| ------ | ------ | ------ |
| 57 755 | 57 254 | 57 648 |